# 三郷駅 (埼玉県)

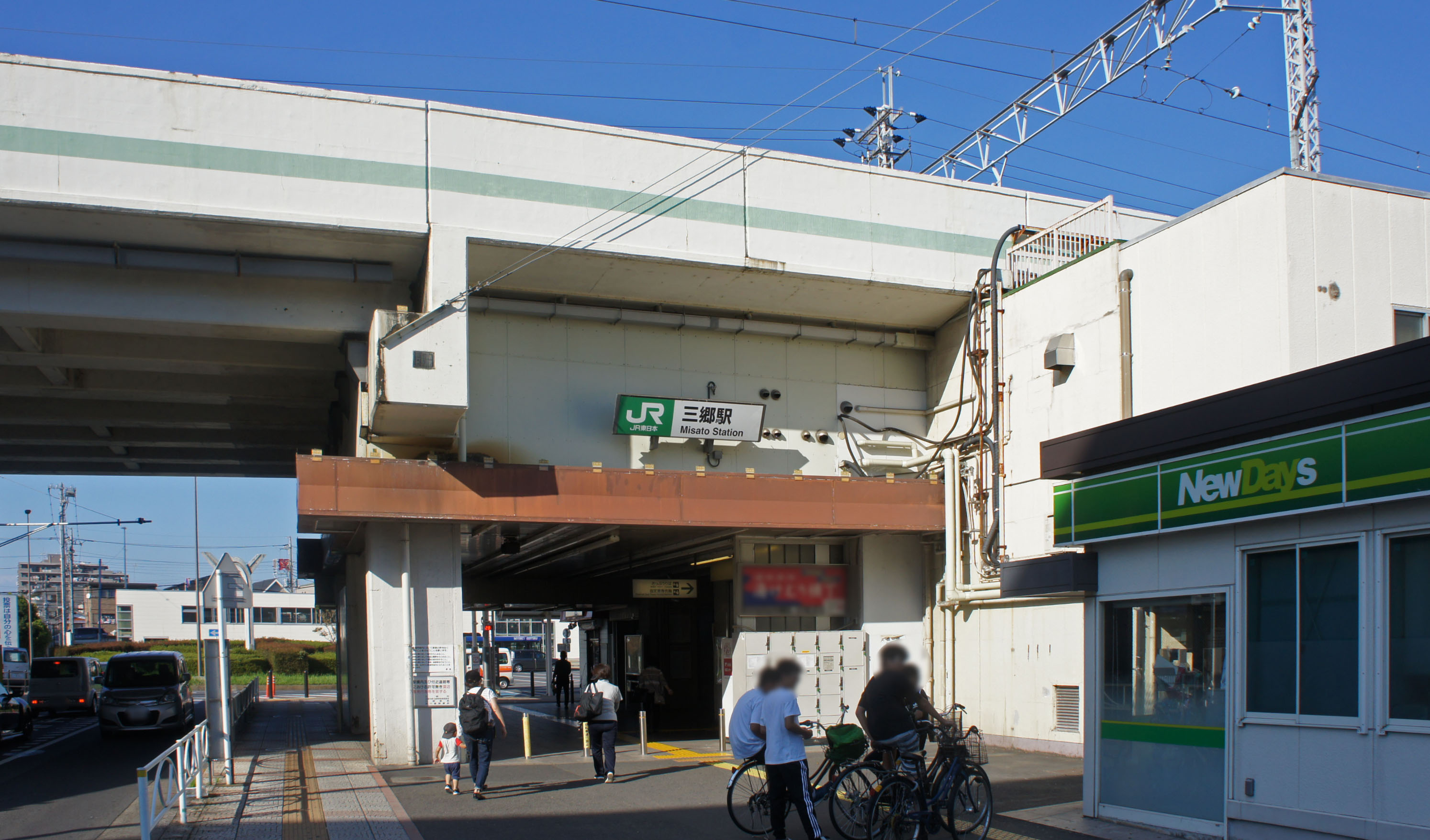
南口（2019年9月）

三郷駅（みさとえき）は、埼玉県三郷市三郷一丁目にある、東日本旅客鉄道（JR東日本）武蔵野線の駅である。駅番号はJM 17。埼玉県最東端の鉄道駅である。

## 歴史
- 1973年（昭和48年）4月1日[1]：日本国有鉄道（国鉄）の駅として開業[2]。開業当初に自動改集札機が試験設置された12駅の一つ。
- 1987年（昭和62年）4月1日：国鉄分割民営化に伴い、東日本旅客鉄道（JR東日本）の駅となる[2]。
- 1992年（平成4年）11月：みどりの窓口営業開始。
- 2001年（平成13年）11月18日：ICカード「Suica」の利用が可能となる[広報 1]。
- 2013年（平成25年）
  - 4月23日：みどりの窓口の営業を終了。
  - 5月1日：業務委託化[3]。

## 駅構造
相対式ホーム2面2線を有する高架駅である。駅本屋の建設は日産建設（現・りんかい日産建設）が担当した。改札内コンコースと各ホームは階段、エスカレーターは2基ずつ、エレベーターは1基で連絡している。
吉川美南駅管理の業務委託駅（JR東日本ステーションサービス委託）で、始発から午前6時30分までと、一部の深夜時間帯は駅員が不在となる（近隣の駅がインターホンで対応する）。改札口は地上（高架下）にあり、指定席券売機、自動改札機が設置されている。みどりの窓口は2013年（平成25年）4月23日をもって営業を終了した。
駅の新三郷方は上下線の間隔が広がっているが、これはかつて吉川駅 - 当駅間にかけて武蔵野操車場があった名残りである。
駅構内には自動販売機（Suica対応）、はこぽす、コインロッカー、南口にはNewDaysがある。また当駅のマスコットキャラクター（猫）である「こよみ」がポスターなどに描かれている。駅カラーは空色。

### のりば
| 番線 | 路線     | 方向 | 行先                           |
| ---- | -------- | ---- | ------------------------------ |
| 1    | 武蔵野線 | 上り | 南浦和・西国分寺・府中本町方面 |
| 2    | 武蔵野線 | 下り | 新松戸・西船橋・東京方面       |

（出典：JR東日本:駅構内図）

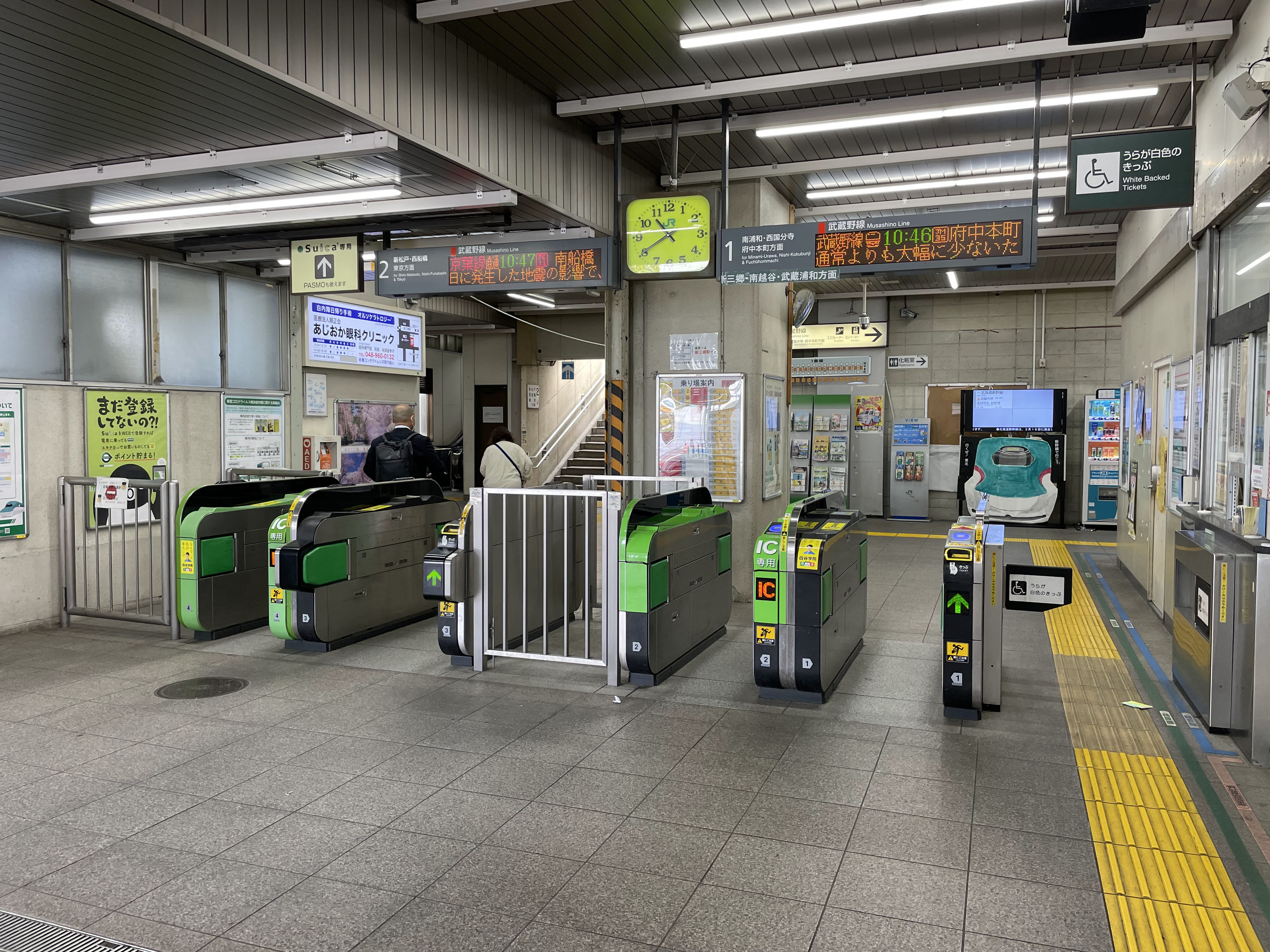
改札口（2022年4月）
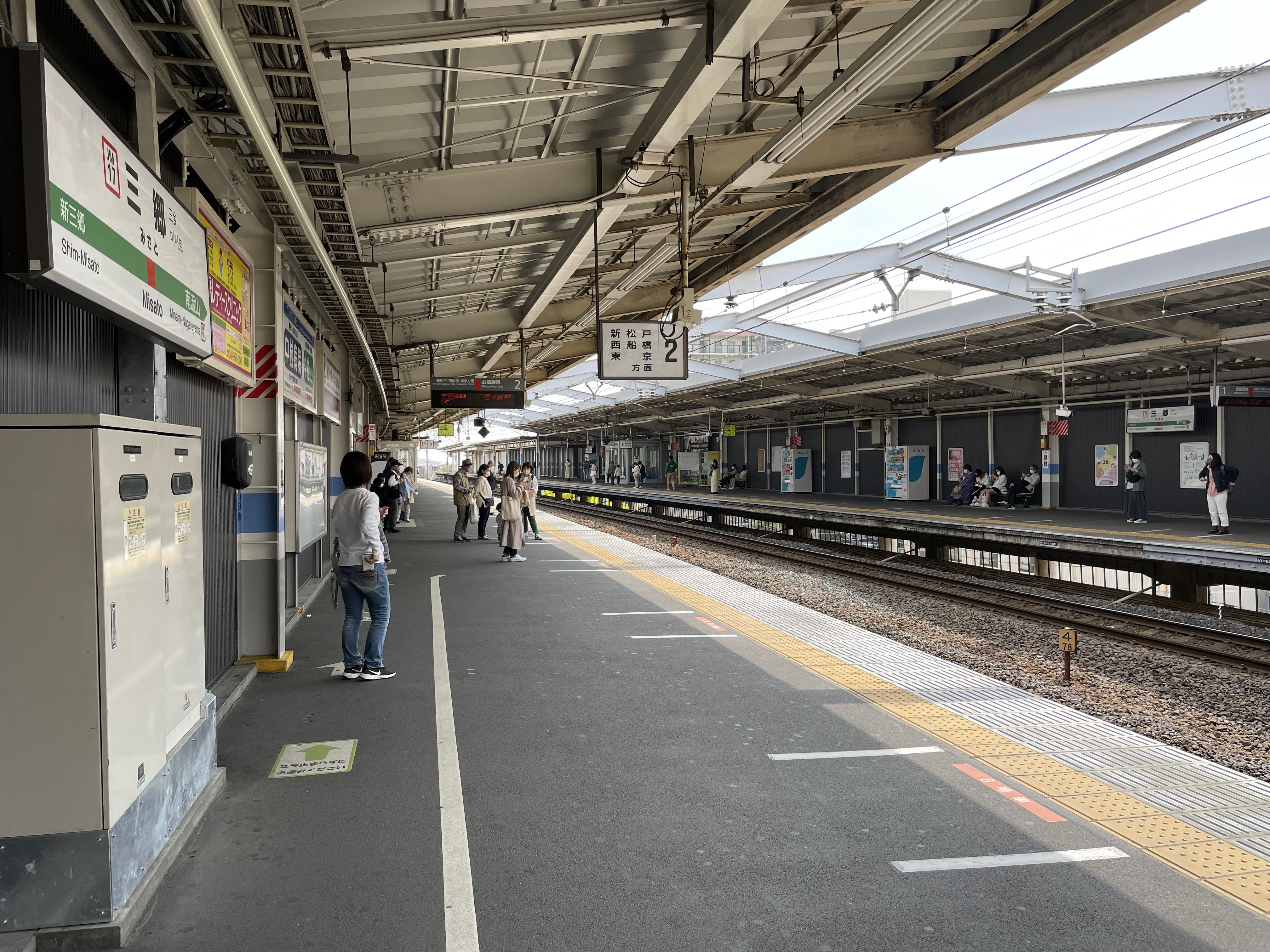
ホーム（2022年4月）

## 利用状況
2023年度（令和5年度）の1日平均乗車人員は12,879人である。武蔵野線内26駅中府中本町駅に次いで23位。
かつては南流山駅よりも多かったが、首都圏新都市鉄道つくばエクスプレスの開通で三郷市内に三郷中央駅が開業したことにより逆転され、当駅の乗車人員も減少の一途を辿っている。2009年度（平成21年度）には駅周辺の開発で乗車人員が急増した新三郷駅にも抜かれ、さらに2010年度（平成22年度）には越谷レイクタウン駅、東松戸駅、東所沢駅にも抜かれた。
1990年度（平成2年度）以降の1日平均乗車人員の推移は下表のとおりである。年度全体の乗車人員を365（閏日が入る年度は366）で除して1日平均乗車人員を求めており、計算で生じた小数点以下の値は切り捨てているため、定期外と定期の和は必ずしも合計と一致しない。
| 年度               | 1日平均乗車人員 | 1日平均乗車人員 | 1日平均乗車人員 | 出典              |
| 年度               | 定期外          | 定期            | 合計            | 出典              |
| ------------------ | --------------- | --------------- | --------------- | ----------------- |
| 1990年（平成02年） |                 |                 | 15,992          |                   |
| 1991年（平成03年） |                 |                 | 16,776          |                   |
| 1992年（平成04年） |                 |                 | 17,371          |                   |
| 1993年（平成05年） |                 |                 | 17,677          |                   |
| 1994年（平成06年） |                 |                 | 17,795          |                   |
| 1995年（平成07年） |                 |                 | 17,721          |                   |
| 1996年（平成08年） |                 |                 | 17,868          |                   |
| 1997年（平成09年） |                 |                 | 17,383          |                   |
| 1998年（平成10年） |                 |                 | 17,301          |                   |
| 1999年（平成11年） |                 |                 | 16,769          | [ 埼玉県統計 1 ]  |
| 2000年（平成12年） |                 |                 | 16,444          | [ 埼玉県統計 2 ]  |
| 2001年（平成13年） |                 |                 | 16,297          | [ 埼玉県統計 3 ]  |
| 2002年（平成14年） |                 |                 | 16,087          | [ 埼玉県統計 4 ]  |
| 2003年（平成15年） |                 |                 | 16,136          | [ 埼玉県統計 5 ]  |
| 2004年（平成16年） |                 |                 | 16,234          | [ 埼玉県統計 6 ]  |
| 2005年（平成17年） |                 |                 | 15,786          | [ 埼玉県統計 7 ]  |
| 2006年（平成18年） |                 |                 | 15,109          | [ 埼玉県統計 8 ]  |
| 2007年（平成19年） |                 |                 | 15,109          | [ 埼玉県統計 9 ]  |
| 2008年（平成20年） |                 |                 | 14,964          | [ 埼玉県統計 10 ] |
| 2009年（平成21年） |                 |                 | 14,770          | [ 埼玉県統計 11 ] |
| 2010年（平成22年） |                 |                 | 14,455          | [ 埼玉県統計 12 ] |
| 2011年（平成23年） |                 |                 | 14,287          | [ 埼玉県統計 13 ] |
| 2012年（平成24年） | 4,752           | 9,872           | 14,625          | [ 埼玉県統計 14 ] |
| 2013年（平成25年） | 4,719           | 9,913           | 14,633          | [ 埼玉県統計 15 ] |
| 2014年（平成26年） | 4,701           | 9,623           | 14,325          | [ 埼玉県統計 16 ] |
| 2015年（平成27年） | 4,774           | 9,646           | 14,421          | [ 埼玉県統計 17 ] |
| 2016年（平成28年） | 4,754           | 9,562           | 14,317          | [ 埼玉県統計 18 ] |
| 2017年（平成29年） | 4,828           | 9,634           | 14,463          | [ 埼玉県統計 19 ] |
| 2018年（平成30年） | 4,943           | 9,678           | 14,621          | [ 埼玉県統計 20 ] |
| 2019年（令和元年） | 4,765           | 9,685           | 14,450          | [ 埼玉県統計 21 ] |
| 2020年（令和02年） | 3,441           | 8,052           | 11,493          |                   |
| 2021年（令和03年） | 3,854           | 8,050           | 11,905          |                   |
| 2022年（令和04年） | 4,274           | 8,098           | 12,373          |                   |
| 2023年（令和05年） | 4,657           | 8,221           | 12,879          |                   |

## 駅周辺

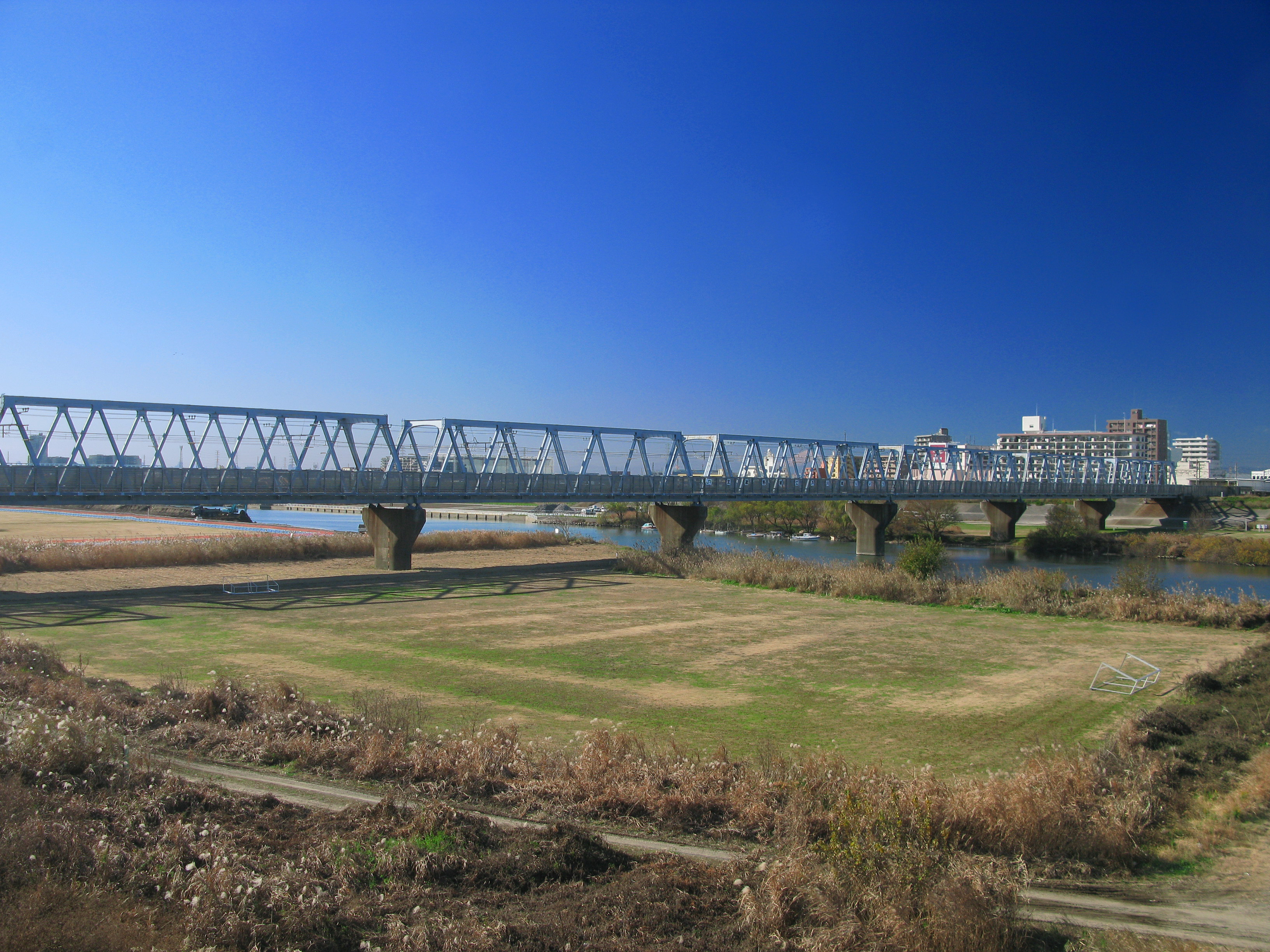
江戸川を渡る武蔵野線。川の右側が三郷駅となる。（2012年12月）

当駅を中心に開発、区画整理された郊外型の住宅街が西南北に広がる。当駅のすぐ東側を江戸川が流れる。江戸川橋梁を渡った対岸は千葉県流山市になる。
北口から徒歩2分のところに江戸川河川敷公園があり、江戸川右岸の土手（堤防天端）には下流の三郷市高洲より幸手市大字中島まで全長37.7kmの、埼玉県道156号三郷幸手自転車道線（通称：江戸川自転車道または江戸川サイクリングロード）がある。
- Wao city（ワオシティ）三郷 - 三郷サティ閉店後の建物を利用した商業施設。カスミ三郷駅前店などが入居していた。2021年2月閉鎖。
- フードマーケットカスミ三郷駅前店 - Wao city 閉店に伴い、2021年3月開店。[7]
- 東横イン埼玉三郷駅前
- テルサンクローバー三郷
- 埼玉りそな銀行三郷支店
- みずほ銀行三郷支店
- 亀有信用金庫三郷駅前支店
- 武蔵野銀行三郷支店
- 三郷一郵便局
- 三郷丹後郵便局
- みさと協立病院
- ピアラシティ
- 東横INN埼玉三郷駅前

公共施設
- 早稲田団地
- 吉川警察署三郷駅前交番
- 三郷市立早稲田小学校
- 早稲田公園
- 三郷市文化会館
- 三郷市立早稲田図書館
- 三郷市立丹後小学校
- 埼玉県立三郷北高等学校

## バス路線
- 三郷中央駅・金町駅・新三郷駅までの運賃は各バス会社によって異なる。
- 早01・金54・松03系統は平日昼間のみ三郷市役所に停車する。
- 東武バスセントラルは交通系ICカード、埼玉観光はWAONを運賃として利用できる。

| のりば        | 運行事業者                      | 系統・行先 | 備考                          |
| 南口          | 南口                            | 南口 | 南口                          |
| ------------- | ------------------------------- | --- | ----------------------------- |
| 1             | - マイスカイ交通 - 京成バス東京 | M01・金02：金町駅南口 |                               |
| 2             | 埼玉観光                        | - 彦03：新三郷駅西口 - 彦05：ピアラシティ                                                                                     | 両系統共に土休日に1便のみ運行 |
| 2             | マイスカイ交通                  | - M03：南部地区循環 - M05：ピアラシティ循環                                                                                   |                               |
| 3             | 東武バスセントラル              | 金52・金54：金町駅 |                               |
| 4             | 東武バスセントラル              | 早01：三郷中央駅 | 平日朝一便のみ                |
| 5             | 東武バスセントラル              | 金52・金54・三09：新三郷駅 |                               |
| 6             | 東武バスセントラル              | 流通01・流通02：流通団地 |                               |
| 北口          |                                 | |                               |
| 1             | 東武バスセントラル              | - 早01：早稲田循環 / 三郷中央駅 - 三13：吉川車庫 - 三15：吉川駅北口                                                           |                               |
| 1（降車のみ） | 東武バスセントラル              | - 深夜急行バス「ミッドナイトアロー柏・我孫子号」：我孫子駅 - 深夜急行バス「ミッドナイトアロー吉川・三郷・南流山号」：南流山駅 | 両系統共に乗車不可            |
| 2             | マイスカイ交通                  | - M02・M31：新三郷駅東口 - M60：マイスカイ車庫 - M61：後谷                                                                    |                               |

## その他
- 三郷市最初の鉄道駅であったため、駅名には市名が用いられた。しかし、市役所などを主要機関は旧三郷村以来の谷口・花和田地区に集中しており、三郷駅とは距離が離れていた[8]。そして、つくばエクスプレスの開業で市役所の近くに三郷中央駅が出来たことで、JTB時刻表記載の中心駅も三郷中央駅に移ることになった。
- 当駅は埼玉県内の駅で最東端に位置する。そのため、当駅から南浦和方は大宮支社の管内になる[9]。
- 当駅を発着とする乗車券には、駅名の前に武蔵野線を示す（武蔵）の文字が表記される。これは西日本旅客鉄道（JR西日本）関西本線（大和路線）の三郷駅（読みは「さんごう」・奈良県生駒郡三郷町）と区別するためである。
- 毎年8月終盤に「みさとサマーフェスティバル花火大会」が開催される際、当駅が最寄り駅になっているため非常に混雑する。

## 隣の駅
東日本旅客鉄道（JR東日本）
 武蔵野線
南流山駅 (JM 16) - 三郷駅  (JM 17) - 新三郷駅 (JM 18)

### 記事本文

##### 広報資料・プレスリリースなど一次資料
1. ↑  “Suicaご利用可能エリアマップ（2001年11月18日当初）” (PDF).   東日本旅客鉄道. 2019年7月27日時点のオリジナルよりアーカイブ。2020年4月28日閲覧。

### 利用状況
JRの1日平均利用客数
1. ↑  各駅の乗車人員 - JR東日本

JR東日本の2000年度以降の乗車人員
1. ↑  各駅の乗車人員（2000年度） - JR東日本
2. ↑  各駅の乗車人員（2001年度） - JR東日本
3. ↑  各駅の乗車人員（2002年度） - JR東日本
4. ↑  各駅の乗車人員（2003年度） - JR東日本
5. ↑  各駅の乗車人員（2004年度） - JR東日本
6. ↑  各駅の乗車人員（2005年度） - JR東日本
7. ↑  各駅の乗車人員（2006年度） - JR東日本
8. ↑  各駅の乗車人員（2007年度） - JR東日本
9. ↑  各駅の乗車人員（2008年度） - JR東日本
10. ↑  各駅の乗車人員（2009年度） - JR東日本
11. ↑  各駅の乗車人員（2010年度） - JR東日本
12. ↑  各駅の乗車人員（2011年度） - JR東日本
13. 1 2 3  各駅の乗車人員（2012年度） - JR東日本
14. 1 2 3  各駅の乗車人員（2013年度） - JR東日本
15. 1 2 3  各駅の乗車人員（2014年度） - JR東日本
16. 1 2 3  各駅の乗車人員（2015年度） - JR東日本
17. 1 2 3  各駅の乗車人員（2016年度） - JR東日本
18. 1 2 3  各駅の乗車人員（2017年度） - JR東日本
19. 1 2 3  各駅の乗車人員（2018年度） - JR東日本
20. 1 2 3  各駅の乗車人員（2019年度） - JR東日本
21. 1 2 3  各駅の乗車人員（2020年度） - JR東日本
22. 1 2 3  各駅の乗車人員（2021年度） - JR東日本
23. 1 2 3  各駅の乗車人員（2022年度） - JR東日本
24. 1 2 3  各駅の乗車人員（2023年度） - JR東日本

JRの統計データ
1. ↑  埼玉県統計年鑑 - 埼玉県
2. ↑  みさと統計書 - 三郷市

埼玉県統計年鑑
1. ↑  埼玉県統計年鑑（平成12年）
2. ↑  埼玉県統計年鑑（平成13年）
3. ↑  埼玉県統計年鑑（平成14年）
4. ↑  埼玉県統計年鑑（平成15年）
5. ↑  埼玉県統計年鑑（平成16年）
6. ↑  埼玉県統計年鑑（平成17年）
7. ↑  埼玉県統計年鑑（平成18年）
8. ↑  埼玉県統計年鑑（平成19年）
9. ↑  埼玉県統計年鑑（平成20年）
10. ↑  埼玉県統計年鑑（平成21年）
11. ↑  埼玉県統計年鑑（平成22年）
12. ↑  埼玉県統計年鑑（平成23年）
13. ↑  埼玉県統計年鑑（平成24年）
14. ↑  埼玉県統計年鑑（平成25年）
15. ↑  埼玉県統計年鑑（平成26年）
16. ↑  埼玉県統計年鑑（平成27年）
17. ↑  埼玉県統計年鑑（平成28年）
18. ↑  埼玉県統計年鑑（平成29年）
19. ↑  埼玉県統計年鑑（平成30年）
20. ↑  埼玉県統計年鑑（令和元年）
21. ↑  埼玉県統計年鑑（令和2年）

### 「みさと」と読む同音異字の駅
- 三里駅 - 三岐鉄道三岐線の駅
- 美里駅 - JR東日本小海線の駅